# Elekmania
Elekmania là một chi thực vật có hoa trong họ Cúc (Asteraceae).

## Loài
Chi Elekmania gồm các loài: